# Clostera flavidior
Clostera flavidior är en fjärilsart som beskrevs av Hanan Bytinski-salz 1936. Clostera flavidior ingår i släktet Clostera och familjen tandspinnare. Inga underarter finns listade i Catalogue of Life.